# Parco comunale di Magonza

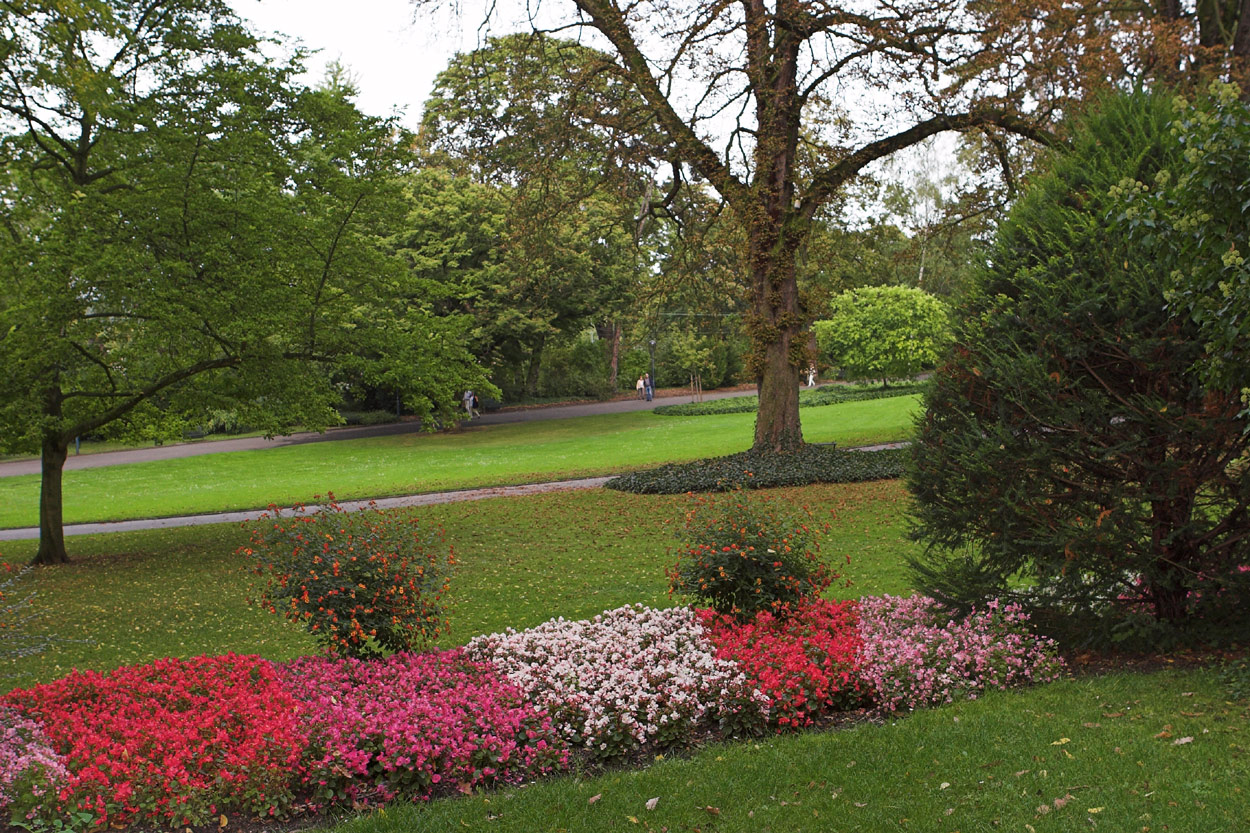
Parco comunale di Magonza

Il parco comunale di Magonza si trova in posizione intermedia tra il centro cittadino e il quartiere periferico di Mainz-Oberstadt.
Il giardino si estende nella zona a sud di centro storico, con uno sviluppo parallelo alla linea ferroviaria Magonza-Worms lungo il fiume Meno, ed a oggi il giardino, vero e proprio polmone verde cittadino, include al suo interno l'antica cittadella seicentesca e il romanico cenotafio di Druso. Nel 1700, la proprietà del parco venne acquistata dalle Franz Lothar von Schönborn, per renderlo il giardino della sua cittadella/fortezza.
I lavori per la costruzione della fortezza iniziarono nella prima metà del XVII secolo, per volere dell'arcivescovo di Magonza che voleva costruire una residenza isolata nelle sue proprietà situate tra la città e il castello di Martinsburg.
In questi giardini si svolge la tradizionale Mainzer Weinmarkt (sagra del vino di Magonza) tra la fine di agosto e l'inizio di settembre.